# ستيفاني آن جونسون
ستيفاني آن جونسون (بالإنجليزية: Stephanie Anne Johnson)‏ هي فنانة أمريكية، ولدت في 1952 في هاريسبرج في الولايات المتحدة.